# Спаса Гарда
Спаса Павловић Гарда (Кривопаланачко село Станча, око 1880 — код Прилепа, 7. новембар 1912), познат још и као Змај, био је српски четнички војвода у Старој Србији из времена борби за Македонију почетком 20. века. Надимак Гарда и Змај добио је због свог горостасног стаса и храбрости.

## Биографија
Родио се у селу Станча код Криве Паланке у данашњој Северној Македонији. Од 1903. године је путовођа и јатак српских чета а од 1904. године четнички војвода у кривопаланачком крају. Са својом четом је био брана четама ВМРО да се пребаце преко реке Криве у кривопаланачком крају у део које су контролисале српске чете и где су сва села била патријаршијска и укључена у српску организацију. Учествовао је у великој борби против Турака, код села Бајловца, под Козјак планином 1906. године. Трчали су том приликом он и војвода Коста Пећанац (са комитама) три сата, да би помогли нападнутој браћи из других чета. Посебно је била чувена његова храброст исказана у борби на Пиклишту ( по старој транскрипцији Паклишту). Након Младотурске револуције 1908. године вратио се у Станчу и одао се мирном животу.

### Први балкански рат
По избијању Првог Балканског рата улази у четнички одред војводе Војина Поповића Вука, учествује у свима борбама од српске границе до Прилепа. Гине у борбама за Прилеп 7. новембра 1912. године на Алиначком вису.

#### Смрт војводе Спасе Гарде
Водиле су се борбе за Прилеп 1912. године, на падинама кршевитог виса Мукос.. Ту на Мукосу су Турци пружили први озбиљни отпор бранећи Прилеп. Било је ужасно хладно и нападао је велики снег. На страни Турака је било 10.000 војника и два топа. На српској страни је било два батаљона војске, са седам митраљеза од којих је само два радило. Под вођством капетана, сада мајора Војина Поповића било је око 90 четника, а међу њима и војвода Спаса Гарда. Због надмоћног непријатеља регуларна војска је повучена, али четници међу којима Спаса су наставили борбу до сутрадан.
| „ | Стајао је на једној високој стени не обраћајући пажњу на зујање метака око њега. Одједном сруши се — куршум га је ударио посред чела. Остао је на месту мртав. | ” |

Истог дана се повратила српска војска и потиснула Турке. Комите нису хтеле оставити његов леша у камењару. Неколико дана после јуначке смрти војводе, када су се водиле жестоке борбе на Бакарном Гумну, четници су на рукама носили Спасу Гарде кроз Прилеп, где су му уприличили прави ратнички погреб уз паљбу пушака и звуке трубе.
На Алиначком вису код Бакарног гумна, 1938. је подигнута спомен-пирамида са капелицом.

## Улица Спасе Гарде
Улица у Београду, на Општини Звездара, носи име по овом познатом четничком војводи. Мењала је назив из Улице чика Митине у Улица Спасе Граде 1930. године. Улица Спасе Гарде се пружа између Хекторовићеве и Булевара краља Александра (сада је слепа улица јер су изграђени солитери на Булевару).